# Гевгелія (община)
Община Гевгелія (мак. Општина Гевгелија) — община в Північній Македонії. Адміністративний центр — місто Гевгелія. Розташована на південному сході  Македонії, Південно-Східний статистично-економічний регіон, з населенням 22 988 мешканців, які проживають на площі — 483,43 км².